# Centrifuga

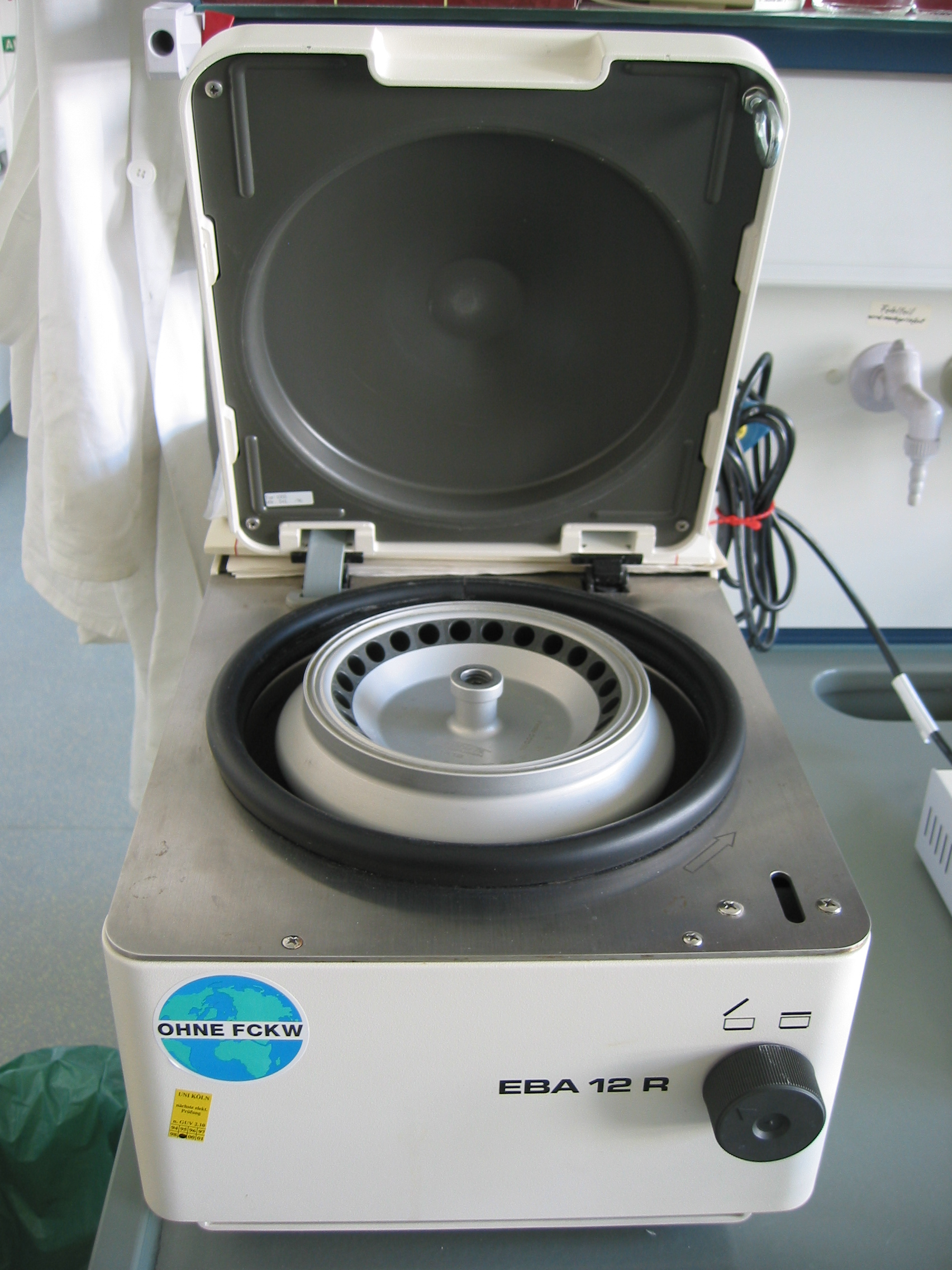
Laboratóriumi asztali centrifuga

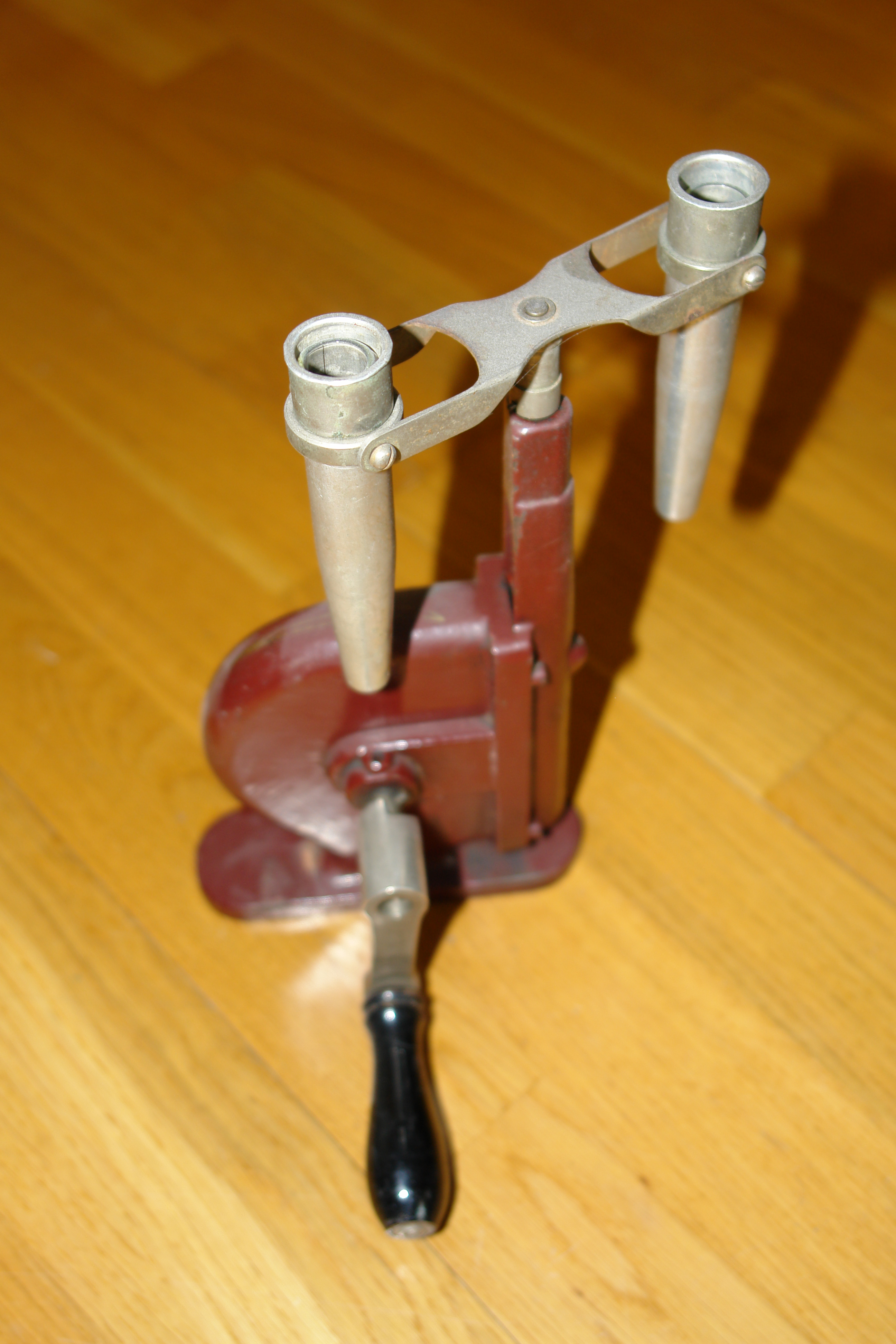
Kézi hajtású laboratóriumi centrifuga

A centrifuga gép, mely egy alkatrész tengely körüli gyors forgatásával a nehézségi gyorsulásnál sokkal nagyobb gyorsulást képes előállítani a centrifugális erő segítségével. A centrifugákat az iparban szuszpenziók, emulziók, zagyok alkotóinak szétválasztására használják fel de fiziológiai vizsgálatokra, izotópok szétválasztására is alkalmazzák. A háztartásban a mosás utáni nedves textíliák víztartalmának csökkentésére használják (többnyire a mosógéppel egybeépítve). Vadászrepülők és űrhajósok kiképzése során nagy méretű centrifugát használnak a repülés során majdan fellépő gyorsulásokhoz való szoktatás céljából.
Az ábrán látható laboratóriumi készülék forgórészébe a forgástengellyel szöget bezáró furatokat képeztek ki. Ebbe lehet behelyezni a kémcsöveket, indítása csak a fedél lezárása után lehetséges. A laboratóriumi centrifugákban folyadékmintákat választanak szét. Némely centrifuga különösen nagy (20 000 1/min) fordulatszámon dolgozik, ezeket indítás előtt gondosan ki  kell egyensúlyozni és gondoskodni kell róla, hogy üzem közben ne érje a berendezést lökés.

## Elméleti tudnivalók
A centrifugák üzemi jellemzőjeként a szögsebesség vagy percenkénti fordulatszám megadása nem elegendő, hanem az elérhető centripetális gyorsulása jellemző. Ezt RCF (angolul: 'relative centrifugal force') értékkel szokás megadni, ami azt fejezi ki, hogy az elérhető gyorsulás hányszorosa a nehézségi gyorsulásnak, más szóval: a próba súlya hányszorosára nő centrifugálás alatt:

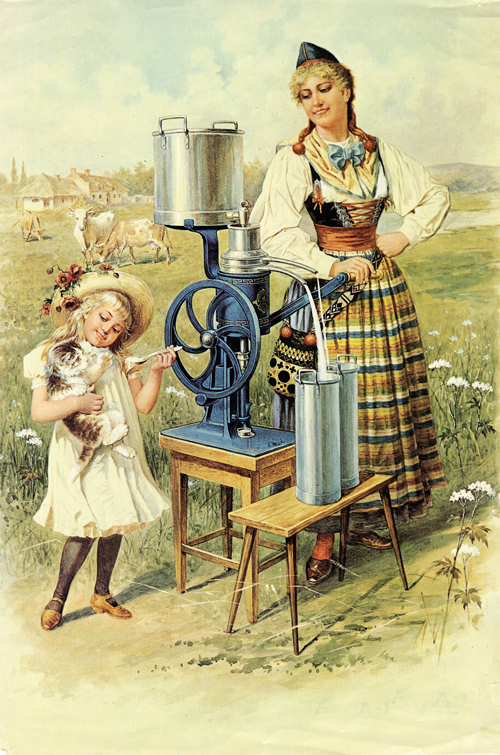
Tejszeparátor hirdetése a 20. század elejéről

{\displaystyle {\text{RCF}}={\frac {r\omega ^{2}}{g}}}
ahol
{\displaystyle \textstyle g} a földi nehézségi gyorsulás,
{\displaystyle \textstyle r} a próba sugara,
{\displaystyle \omega } a szögsebesség [radián/s]-ban
Az összefüggés így is átírható:
{\displaystyle {\text{RCF}}=1{,}11824396\cdot 10^{-5}\cdot r\cdot n^{2}}
ahol
{\displaystyle \textstyle r_{\ }} a cm-ben mért sugár és
{\displaystyle \textstyle n_{\ }} a percenkénti fordulatszám.

## A centrifuga története
Benjamin Robins angol hadmérnök (1707–1751) forgó karral ellátott berendezést talált fel a légellenállás mérésére. 1864-ben Antonin Prandtl feltalálta a tejszín és a tej szétválasztására szolgáló tejcentrifugát. 1879-ben Gustaf de Laval bemutatta az első folyamatos működésű tejszeparátort, mely elindította széles körű alkalmazását.

## A centrifugák típusai
Az ülepítésre és szűrésre szolgáló centrifugák kialakításának egyik problémája, hogy a forgórész kiegyensúlyozottsága a dob kerületére tapadó inhomogén szárazanyag miatt elromlik és ez erős rezgésekhez, esetleg a töréshez vezethet. Ennek megakadályozására legtöbbször önkiegyenlítő megoldásokat alkalmaznak. Ezek lényege, hogy a forgórészt rugalmasan ágyazzák, a rugómerevséget úgy választva, hogy a rendszer rezonancia-fordulatszáma jóval az üzemi alatt legyen, így a kialakuló rezgések ugyan fellépnek, de alacsony értéken tarthatók és nem terhelik a környezetet. Ez a gondolatmenet érvényes a háztartási mosógépekre is, melyek dobja a mosás végén centrifugaként működik: a motort nagy fordulatszámra kapcsolva kinyomja az öblítővíz nagy részét a tiszta ruhából. Érzékelhető, hogy centrifugálás közben a gép nyugodtan jár, leálláskor áthalad a rezonancia-fordulatszámon, ami átmenetileg nyugtalanabbá teszi a mosógépet, de veszélyt nem jelent, mert itt a centrifugális erő az alacsony fordulatszám miatt sokkal kisebb.
A szakaszos üzemű 'inga centrifugák' hengeres dob forgórésszel készülnek. A hajtómotor és a centrifuga dob csapágyazása egy közös keretre van szerelve, mely a gép alapkeretéről három gömbcsuklós ingarúdon függ. Ezek lehetővé teszik a keret rugalmas elmozdulását a tengelyre merőleges síkban és így az önkiegyensúlyozást. 
A 'Weston-féle függő centrifugák függőleges tengelyű motorja mereven rögzített. A motor tengelyéhez hosszú, rugalmas tengely csatlakozik, melynek alsó végre szerelik a centrifuga dobot. 
Egyes esetekben a dobba kúpos lemezeket is beépítenek, vagy magát a dobot kúposra képezik ki, itt az ülepítési úthossz csökken és így nő a berendezés hatékonysága. 
Vízszintes tengelyű ülepítő centrifugáknál a dobon kívül egy lassabb fordulatszámmal forgó csiga távolítja el folyamatosan a kiülepedő iszapot.
Igen nagy fordulatszámú sorba kapcsolt, folytonos üzemű centrifugákat használnak az urán izotópjainak szétválasztására urán-hexafluorid gázból.
Egészen más típusú centrifugákat használnak pilóták és űrhajósok fiziológiai vizsgálatára. Az ilyen próbák során a szervezet reakcióját tesztelik nagy gyorsulásokra, melyek műrepülés vagy rakéták indítása során érik a személyzetet.

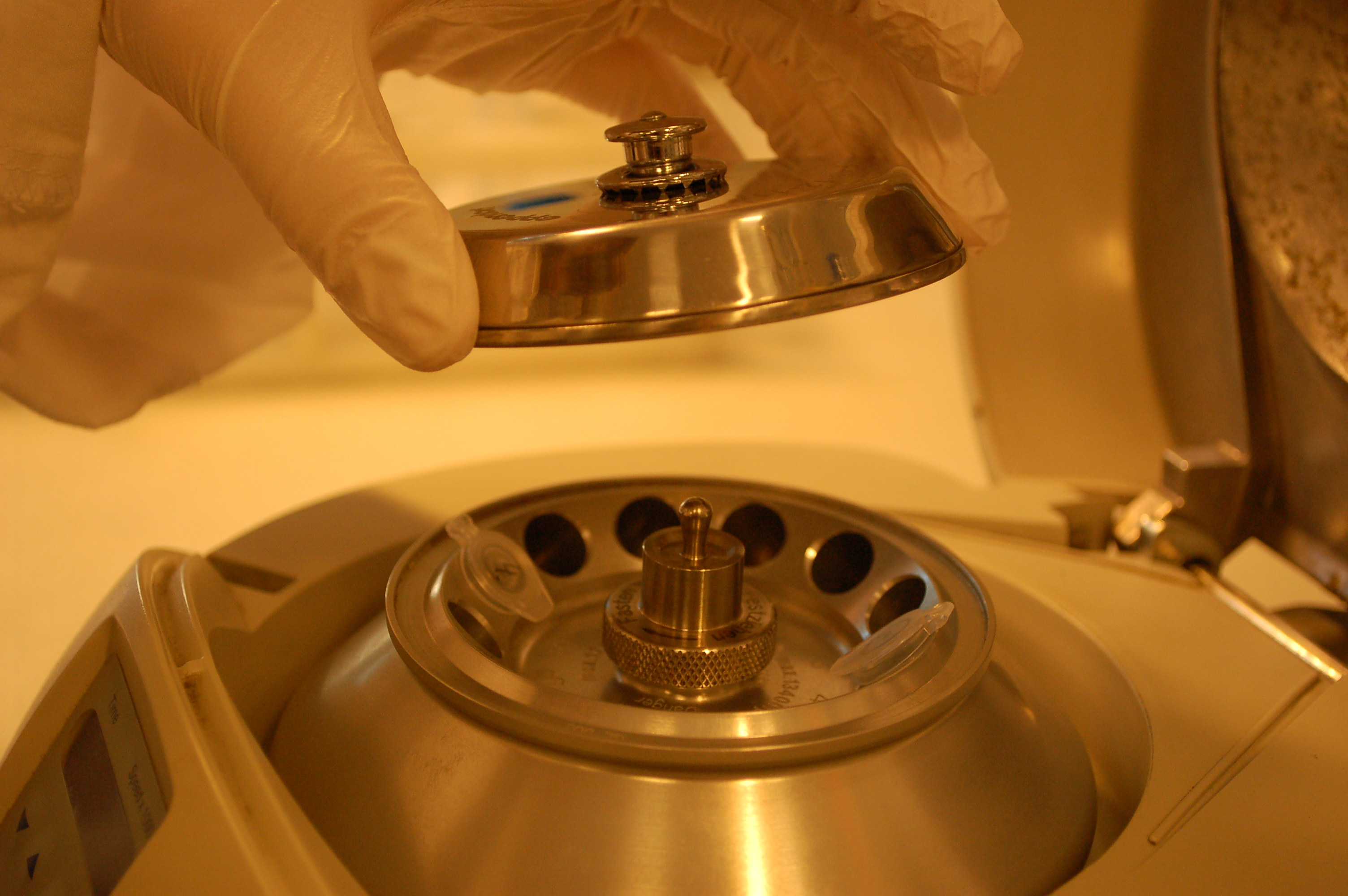
Laboratóriumi centrifuga
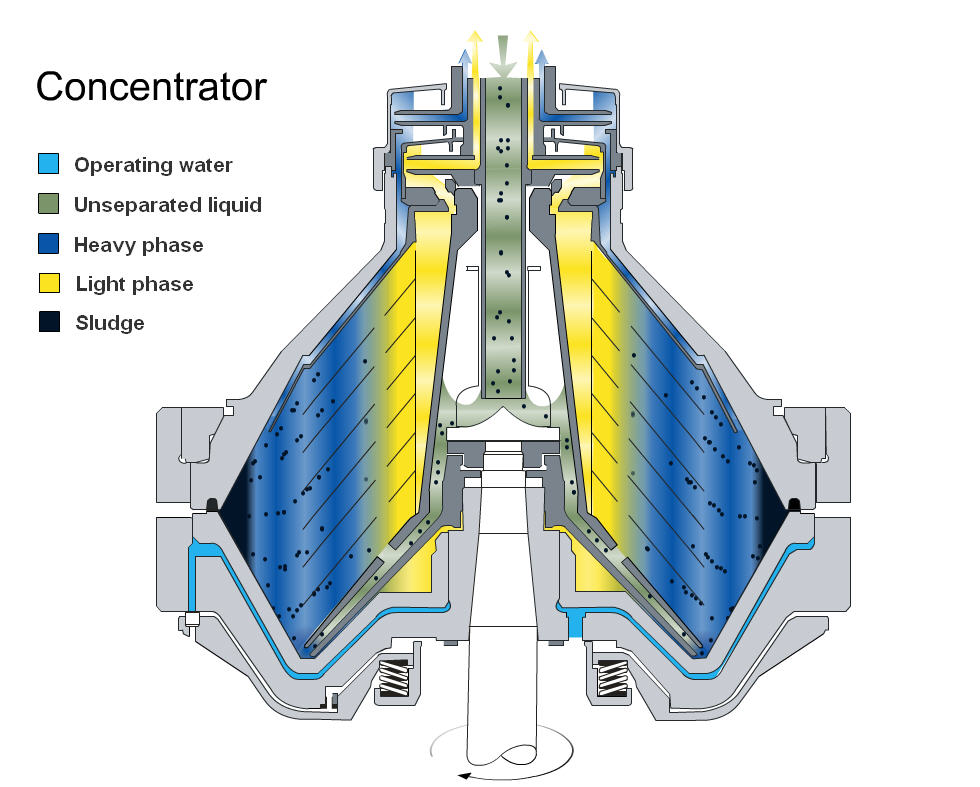
Lemezes centrifuga
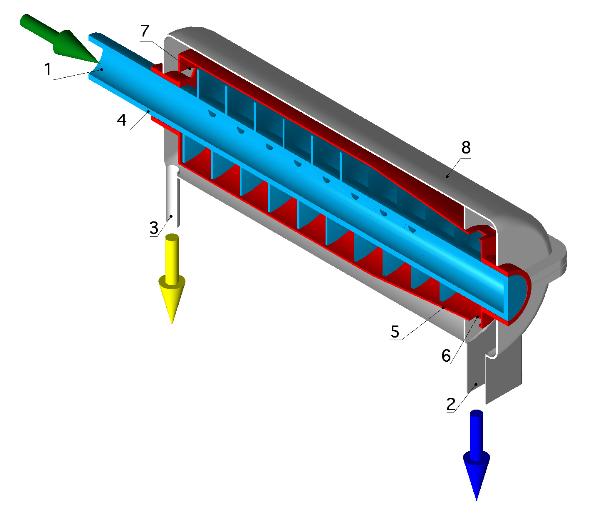
Vízszintes tengelyű ülepítő csigával
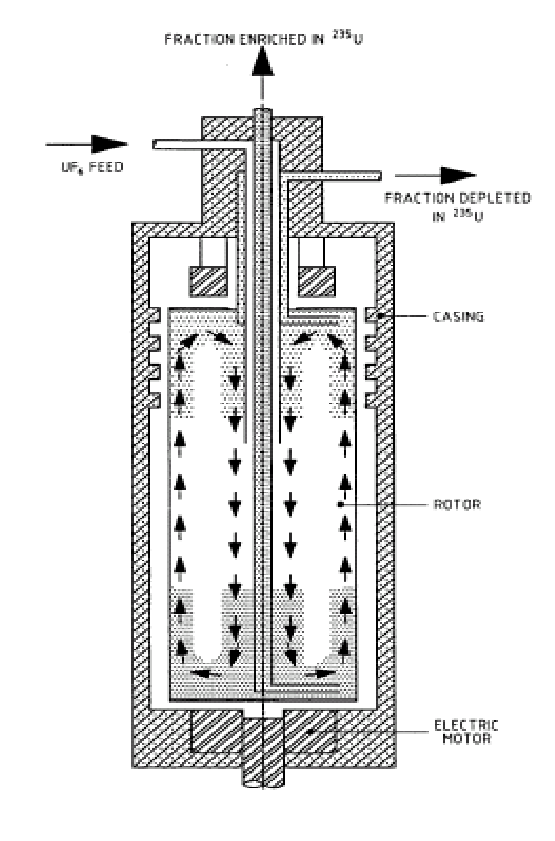
Gáz centrifuga vázlata
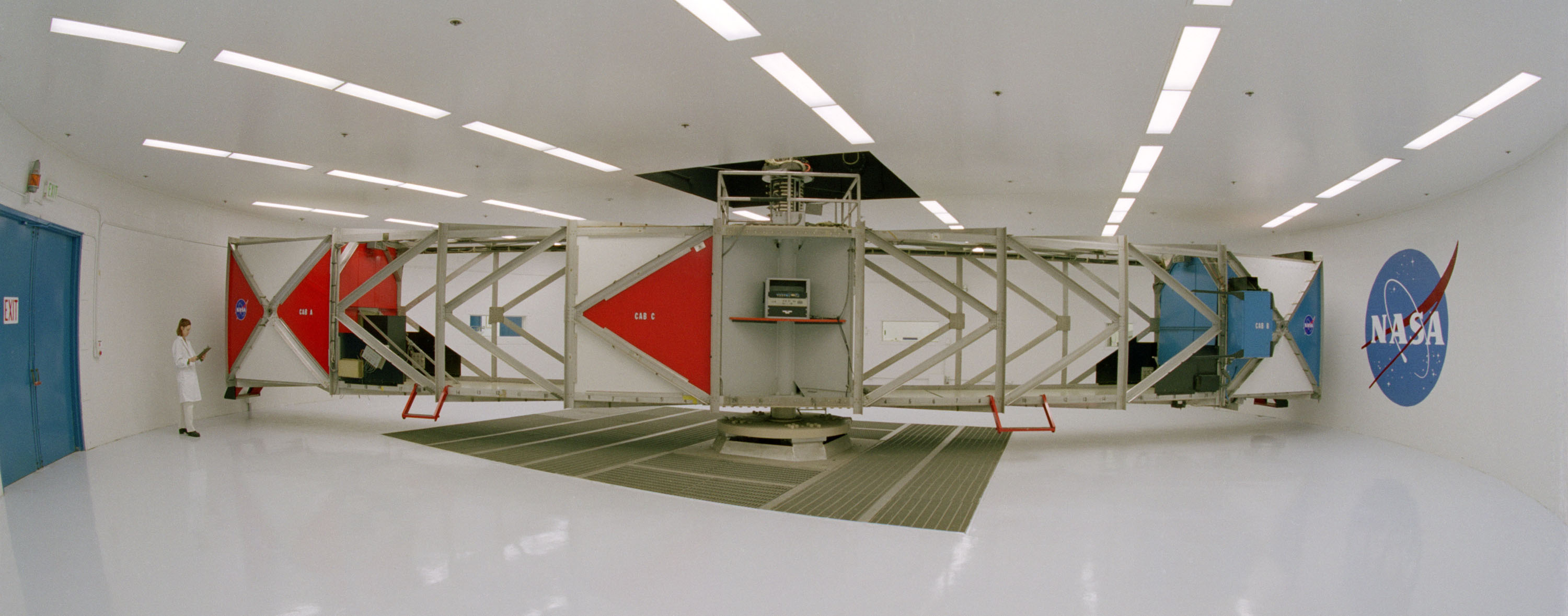
A NASA 20 g gyorsulású centrifugája